# Gypsy Rose Lee
Gypsy Rose Lee (Seattle, 9 januari 1911 – Los Angeles, 26 april 1970) was een Amerikaans actrice, danseres en auteur.

## Levensloop en carrière
Gypsy Rose Lee werd geboren als Rose Louise Hovick. Ze was de oudere zus van June Havoc. Lee acteerde onder meer in Sally, Irene and Mary en Stage Door Canteen. Lee bleek meer danstalent te hebben dan acteertalent. Ze danste in bekende burleske shows en schreef in 1941 het boek The G-String Murders, dat in 1943 verfilmd werd onder de naam Lady of Burlesque. In 1944 beviel ze van een zoon, Erik, wiens vader de bekende regisseur Otto Preminger was. Lee was in dat jaar nog gehuwd met acteur Alexander Kirkland.
Lee overleed in 1970 op 59-jarige leeftijd aan longkanker. Ze is begraven op Inglewood Park Cemetery.